# Pauline Bush
Pauline Elvira Bush (Lincoln, Nebraska, 22 de maio de 1886 – San Diego, Califórnia, 1 de novembro de 1969) foi uma atriz norte-americana da era do cinema mudo.
Apelidada de "The Madonna of the Movies" (A Madonna dos Filmes), ela se casou com o ator Allan Dwan em 1915. Eles se divorciaram em 1921. De 1910 a 1924, ela apareceu em cerca de 250 filmes. Morreu de pneumonia aos 83 anos de idade.

## Filmografia selecionada
- Bloodhounds of the North (1913)
- Red Margaret, Moonshiner (1913)
- The Measure of a Man (1915)
- A Small Town Girl (1915)
- The Star of the Sea (1915)
- The Sin of Olga Brandt (1915)
- The Mask of Love (1917)
- The Enemy Sex (1924)